# تخطيط المشروع
تخطيط المشروع (تعرف أيضًا بخطة التكامل الرئيسية) هي أداة لتخطيط المشروع وتقوم بتصور الصلات بين بنود العمل عند تطوير المشاريع، تستخدم هذه الأداة خاصةً في المشاريع ذات التطوير المتكرر والمتزايد أو القائمة على التطورات التكاملية.

## نظرة عامة
نشأ تخطيط المشروع عن طريق تخطيط النظام وأبرزت بنود العمل (تسمى أيضًاٌ بحزم العمل) في أنقى صورها إمكانيات تطوير النظام، ورغم أن بنود العمل قد تحتوي على ملحقات هامة، إلا أنها غالبًا ما تتخذ نهجًا عمليًاٌ أيضًا. (على سبيل المثال: توصيل HW للأنظمة المدمجة).

### الفوائد
- بسيط
- من السهل معرفة ماعليك فعله أو ما تم عمله والملحقات بين حزم العمل.
- تعاوني.
- رؤية مشتركة للرعاة ومدراء المشروع والمطورين.
- تساعد الأداة على إيجاد حالات التأخير والمخاطر.
- من الممكن استخدام الأداة لإدارة الملحقات بين الفرق وتسريع مشاريع آجايل لتطوير البرمجيات.

### القيود
- قد يشمل فترة الإعداد ولكن لا يديرها.
- قد يشمل الجوانب المتعلقة بالموارد ولكن لا يديرها.

## التاريخ
نشأت مخططات المشاريع من مخططات النظام في شركة إيريكسون في أواخر التسعينات وقد اختلف هذا المصطلح والمنهج بين المنظمات وقد كان الفرق بين «تخطيط النظام» و «تخطيط المشروع» و «مخطط دلتا» و «المخطط التكاملي» مشتت أو ليس له وجود.
عرضت شركة FindOut Technologies في 2004 أداة برمجة (Paipe) لإدارة المخططات مع المزيد من الخواص، وعملت الشركة منذ ذلك على اختيار مصطلح "Project Anatomy" أو مخطط المشروع.

## مثال
صورة مخطط المشروع أدناه هي مثال على حزم العمل أو بنود العمل التي يحتاجها المشروع لتطوير نظام بسيط لإدارة القضايا.
حزم العمل التي تحوي العديد من الملحقات تسمى بالعناكب وتشير إلى أن هنالك خطر، ومن الممكن إدارة الخطر عن طريق تقسيم حزم العمل أو نقل المعالين إلى شحنات لاحقة (علاوة).
تشير الألوان إلى حالة حزم العمل فالأخضر يوحي إلى أن الحزمة على المسار الصحيح، والأصفر يشير إلى أن الحزمة معرضة للخطر بينما الأحمر يشير إلى أن الحزمة خارج المسار الصحيح والأزرق يشير إلى أنه تم الانتهاء من الحزمة.